# 2014 v dopravě
Tento článek obsahuje seznam událostí souvisejících s dopravou, které proběhly roku 2014.

## Leden
1. ledna
 Státní dopravce Eesti Liinirongid (Elron) nahradil firmu Edelaraudtee při provozování motorových vlaků na železničních tratích Estonska. Na tyto vlaky jsou nasazeny jednotky Stadler Flirt.

## Duben
7. dubna
 Na základě ukončení objednávky spojů ze strany Moravskoslezského kraje byl zastaven provoz pravidelných osobních vlaků v úseku Opava východ – Jakartovice na trati z Opavy do Svobodných Heřmanic.

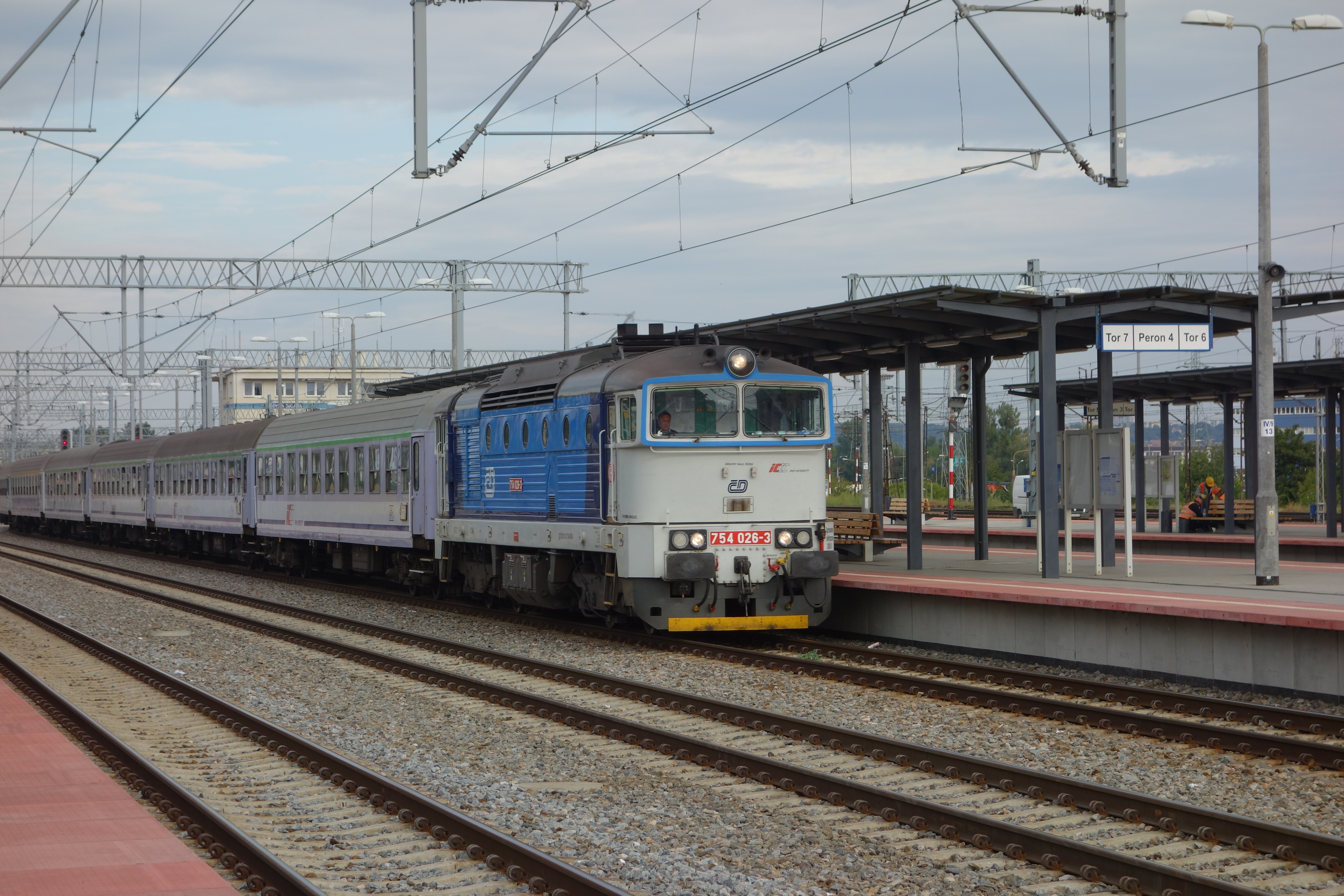
Lokomotiva řady 754 ČD ve stanici Gdynia Główna

## Červen
27. června
  Motorové lokomotivy řady 754 Českých drah zahájily provoz v pronájmu u polského dopravce PKP Intercity. Jsou nasazeny v rychlíkové dopravě na tratích Gdynia – Hel, Białystok – Suwałki a Ełk – Korsze.

## Červenec
1. července
 ČD Cargo zahájilo přepravu černého uhlí z dolů OKD do závodu ArcelorMittal Ostrava. Dosud tyto vlaky tradičně zajišťoval dopravce Advanced World Transport.
5. července
 Po dubnovém zastavení osobní dopravy byl v úseku Opava východ – Jakartovice (trať z Opavy do Svobodných Heřmanic) zahájen letní víkendový provoz osobních vlaků, který zajišťuje společnost Railway Capital.

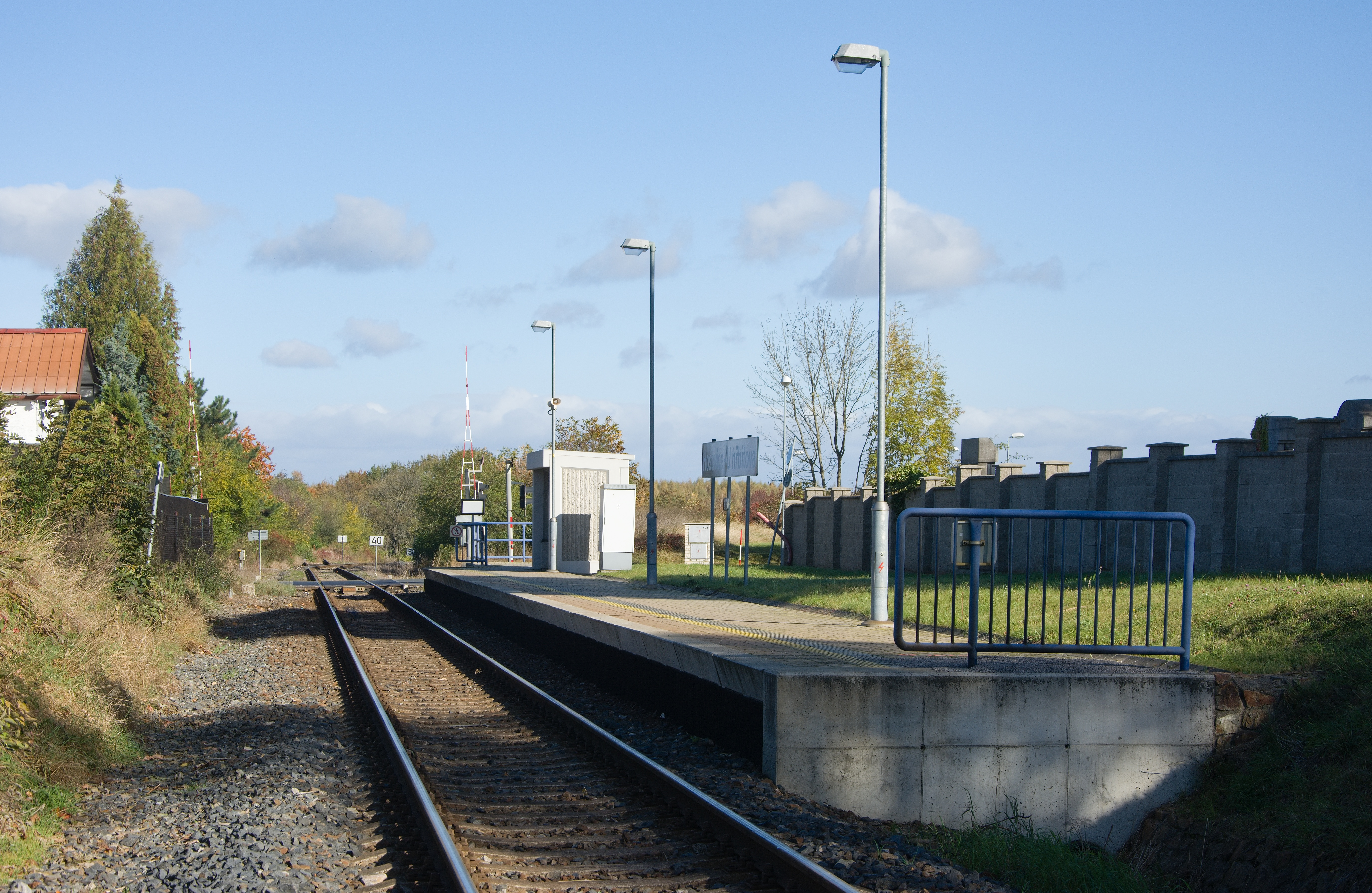
Železniční zastávka Hostivice-U hřbitova

## Září
1. září
 Na železniční trati Rudná u Prahy – Hostivice byla otevřena nová železniční zastávka Hostivice-U hřbitova.
27. září
 První zástupce české lokomotivní řady 783 – motorová lokomotiva 783.001 – absolvovala úspěšně technicko-bezpečnostní zkoušku. Jde o lokomotivu typu Voith Maxima 30 CC.

## Říjen
11. říjen
 Na trasu Praha – Košice vstoupil soukromý železniční dopravce RegioJet s jedním párem denních vlaků.

## Listopad
6. listopadu
 Český Drážní úřad povolil zkušební provoz vícesystémových elektrických lokomotiv Siemens Vectron. Na tomto zkušebním provozu se budou podílet dopravci Regiojet, LTE Logistik a Transport Czechia a LTE Logistik a Transport Slovakia.

## Prosinec
14. prosince
 Pravidelný provoz zahájily elektrické lokomotivy české řady 386 společnosti Metrans. Jedná se o vícesystémové lokomotivy typu Bombardier TRAXX F140 MS.